# قطعنامه ۱۰۵۳ شورای امنیت
قطعنامه ۱۰۵۳ شورای امنیت سازمان ملل متحد که در تاریخ ۲۳ آوریل ۱۹۹۶ تصویب شد، سندی بین‌المللی دربارهٔ بررسی وضعیت در رواندا است. این قطعنامه طی نشست ۳۶۵۶ام با ۱۵ رای موافق، ۰ مخالف و ۰ ممتنع تصویب شد.